# 泊村
泊村（日语：／ Tomari mura */?）是北海道後志綜合振興局轄下的村莊。村內平地不多，70%的面積是山地，北海道唯一的核能發電廠泊發電廠便設於此處。該電廠供應北海道約 40% 的電力消耗。由於電廠的固定資產稅和國家電力開發補助金，使得泊村是北海道唯一不收取地方交付稅的行政區，財政相當富裕。當地以漁業和觀光業為主。境內於 1856 年發現的茅沼煤礦是北海道内最古老的煤礦。
町名源自阿伊努語的「hemoy-tomari」（鱒魚的港灣）或「moyre-tomari」（平靜的港灣）。

## 歷史
- 1906年4月1日：古宇郡泊村、盃村、興志內村和岩內郡茅沼村、堀株村合併為泊村，並成為北海道二級村。
- 1923年4月1日：泊村成為北海道一級村。
- 1923年9月1日：泊村的堀株地區被併入岩內郡發足村（現在的共和町）。

## 交通

### 道路
| 一般國道 - 國道229號 | 道道 - 北海道道342號茅沼鑛山泊線 |

### 巴士
- 北海道中央巴士

## 觀光景點

### 觀光
- 盃溫泉

## 教育

### 中學校
- 泊村立泊中學校

### 小學校
- 泊村立泊小學校

## 姊妹市・友好都市

### 日本
- 伊方町（愛媛縣西宇和郡）：於1998年2月締結姐妹都市。

## 外部連結
- （日語）北海道電力泊發電所